# علي فهمي خشيم
علي فهمي خشيم (1936- 2011 م)، باحث لغوي ومفكِّر ليبي، ووزير ورئيس مجمع اللغة العربية الليبي الأسبق، وعضو مجمع اللغة العربية في القاهرة. وأحد رموز الأدب والفكر والثقافة في ليبيا في العصر الحديث، شَمِلَت مؤلفاته مجالات واسعة مثل الفلسفة والتاريخ واللغة والنقد الأدبي والترجمة والإبداع الروائي والشعري. على الرغم من جدلية آرائه اللغوية وتصنيفها الهامشي في الحيز الأكاديمي.

علي فهمي خشيم في صورة قديمة

## ولادته وتحصيله
وُلد الدكتور علي فهمي خشيم بمصراتة بليبيا عام 1936م لإحدى عائلات قبيلة الشراكسة أو الشركس فيها. حصل على ليسانس آداب تخصص فلسفة بكلية الآداب، الجامعة الليبية في بنغازي عام 1962م. وعلى ماجستير فلسفة، من كلية الآداب، في جامعة عين شمس عام 1966م. وعلى دكتوراه فلسفة، من كلية الدراسات الشرقية في جامعة درم ببريطانيا عام 1971م.
اتهم بأنه محابٍ للسلطة وأنه غير موضوعي في بعض كتاباته وأفكاره، لا سيما ما يتعلق بمسألة الأقليات، وانتُقد بشدة لعمله على تعريب شمال إفريقيا وعدم الاعتراف باللغات المحلية.

## وظائفه ومناصبه
تدرج في الوظائف الأكاديمية فعُين محاضرًا بكلية آداب الجامعة الليبية، بنغازي 1962/ 1975م، فأستاذًا مساعدًا، فأستاذًا مشاركًا، ثم أستاذ كرسي – كلية التربية – جامعة طرابلس 1975 – 1987م.
باحثًا متفرغًا بدرجة أستاذ بمركز بحوث العلوم الإنسانية - طرابلس 1987 – 1989م، فأستاذًا مشرفًا على الدراسات العليا – طرابلس 1989م - كلية العلوم الاجتماعية – جامعة طرابلس.
وعُين أيضًا: عميدًا لكلية التربية، جامعة طرابلس – طرابلس – 1976م. ورئيسًا لقسم التفسير (الفلسفة) – كلية التربية – طرابلس 1987 – 1988م. وعميدًا لكلية اللغات – طرابلس 1987 – 1988م.
ومن الوظائف العامة التي تقلدها:
- وكيل وزارة الإعلام والثقافة – ليبيا 1971 – 1972م.
- وزير الدولة، رئيس مجلس شؤون الثقافة والتعليم، اتحاد الجمهوريات العربية – القاهرة 1972 – 1975م.
- عضو المجلس التنفيذي لمنظمة الأمم المتحدة للتربية والثقافة والعلوم (اليونسكو) – باريس 1976 – 1980م.
- نائب رئيس المجلس التنفيذي لليونسكو – باريس 1978 – 1980م.
- انتخب عضوًا بمجمع اللغة بالقاهرة عام 2003م، في المكان الذي خلا بوفاة الدكتور جاك بيرك.
- وهو الأمين العام (رئيس) مجمع اللغة العربية الليبي من 1994م حتى 2011.

## نشاطه الثقافي
وللدكتور علي فهمي خشيم نشاط ثقافي واسع، تمثل في الهيئات والجمعيات والمراكز العلمية والصَّحَفية الآتية:
- أنشأ مجلة (قورينا) ورأس تحريرها، كلية الآداب، بنغازي 1966- 1972م.
- أسس مجلة «الفصول الأربعة» الصادرة عن اتحاد الكتاب والأدباء ورأس تحريرها- طرابلس 1977 – 1980م.
- عضو هيئة تحرير مجلة «الوحدة»، المجلس القومي للثقافة العربية – الرباط 1985م.
- عضو هيئة تحرير مجلة «الحكمة» – قسم الفلسفة – طرابلس 1975م.
- أسس ورأس تحرير مجلة «أفكار» – قسم الفلسفة – طرابلس 1987 – 1988م.
- عضو الهيئة الإدارية لاتحاد الأدباء والكتاب – ليبيا 1976 – 1980م.
- عضو هيئة أمناء (المجلس القومي للثقافة العربية) الرباط 1983م.
- عضو مؤسس للمركز العربي للدراسات التاريخية – طرابلس 1988م.
- أسس ورأس مجلس تحرير صحيفة «الأسبوع الثقافي» – طرابلس 1972م.
- رئيس تحرير مجلة «الفصول الأربعة» 1998م.
- مشرف على مجلة «لا» 1997 – 1999م.
- مشرف على مجلة «المشهد» الثقافية 2004م.
- رئيس تحرير مجلة «حولية المجمع» الصادرة عن مجمع اللغة العربية الليبي.
- عضو اتحاد المجامع اللغوية العلمية العربية.
- عضو لجنة المعجم التاريخي للغة العربية.

## برامجه اللغوية
قدَّم عدَّة برامج تختص بعلم الكلام واللغة العربية على التلفزة والإذاعة الليبية، منها:

#### الإذاعة المسموعة
- رحلة الكلمات الأولى
- رحلة الكلمات الثانية

#### التلفزة المرئية
- البيان في أقسام الزمان
- لهجتنا

## مؤلفاته وآثاره
للدكتور علي خشيم مؤلفات ومترجمات عديدة في الفلسفة واللغة والتاريخ والأدب، منها:
1. النزعة العقلية في تفكير المعتزلة: دراسة في قضايا العقل والحرية عند أهل العدل والتوحيد، (دار مكتبة الفكر – الطبعة الأولى 1966م. المنشأة العامة للنشر – الطبعة الثانية 1975م).
2. حسناء قورينا: مسرحية (بلاوتوس) Plautus باسم Rudens. (دار مكتبة الفكر 1967).
3. الجُبَّائيان.. أبو علي وأبو هاشم: بحث في مواطن القوة والضعف عند المعتزلة في قمة ازدهارهم وبداية انهيارهم، (دار مكتبة الفكر 1968م).
4. نصوص ليبية: ترجمة لكتابات مشاهير المؤرخين والجغرافيين اليونان واللاتين عن ليبيا القديمة مع مقدمات وتعليقات وشروح. (دار مكتبة الفكر – الطبعة الأولى 1968م. الطبعة الثانية 1975م).
5. قراءات ليبية: مقالات مركزة عن الحياة والناس والأرض والتاريخ والأسطورة في ليبيا حتى الفتح الإسلامي. (دار مكتبة الفكر 1968م).
6. الحركة والسكون: مجموعة مقالات وبحوث نقدية في مختلف الموضوعات التي اهتم بها الكاتب (دار مكتبة الفكر 1973م). الطبعة الثانية (الدار الجماهيرية 2000م).
7. الحاجية: من ثلاث رحلات في البلاد الليبية. رحلات الناصري والمنالي والفاسي في ليبيا محقَّقة ومشروحة. (دار مكتبة الفكر 1974م).
8. Zarruq the Sufi (زروق الصوفي)،Morris International مؤسسة (موريس الدولية)، لندن. (المنشأة العامة – طرابلس 1974م).
9. أحمد زروق والزروقية: دراسة عن أحد أعلام التصوف الإسلامي في شمال أفريقيا، حياته وعصره ومذهبه وطريقته، (دار مكتبة الفكر 1975م – الطبعة الثانية: المنشأة العامة للنشر 1980م- الطبعة الثالثة: دار المدار الإسلامي بيروت 2002م).
10. دفاع صبراتة Apologia: النص الكامل لدفاع (أبوليوس المداوري) في محاكمته بمدينة صبراته مع مقدمة تحليلية وتعليقات (المنشأة العامة للنشر 1975م).
11. نظرة الغرب إلى الإسلام في القرون الوسطى: ترجمة كتاب (وليام سثرن):
12. W. Southern Wesern, Views of lslam in the Middle Ages. مع التعليق عليه، ومقدمة، بالاشتراك مع د. صلاح الدين حسن، دار مكتبة الفكر 1976 الطبعة الثانية (مركز الحضارة العربية – القاهرة 2003م).
13. أيام الشوق للكلمة: مقالات وبحوث ودراسات، (المنشأة العامة للنشر 1977م).
14. حسان: مسرحية جيمس فلكر J. Flecker, Hassan (المنشأة العامة للنشر 1977م).
15. حديث الأحاديث: مناقشة صريحة لآراء الشيخ محمد متولي الشعراوي (دار مكتبة الفكر).
16. كتاب الإعانة: لأحمد زروق: تحقيق وتعليق (الدار العربية للكتاب 1979م).
17. إينارو: رواية تاريخية مستوحاة من وحدة عرب مصر وعرب ليبيا في مقاومة الاحتلال الفارسي لوادي النيل في القرن الخامس ق. م. (دار الإبداع، الدار البيضاء 1996م، الطبعة الثانية، مركز الحضارة العربية – القاهرة 2000م).
18. الكُنَّاش: صور من ذكريات الحياة الأولى لأحمد زروق بقلمه، مع مقدمة وتحقيق (المنشأة العامة للنشر 1980م).
19. تحولات الجحش الذهبي: رواية أبوليوس المداوري الشهيرة Metamorphoses، مترجمة إلى العربية مع مقدمة تحليلية، (المنشأة العامة للنشر – الطبعة الأولى 1980م- الطبعة الثانية 1984م، الطبعة الثالثة، مركز الحضارة العربية القاهرة 2000م، الطبعة الرابعة، وزارة الثقافة المصرية 2004م).
20. مرّ السحاب: مقالات قصيرة في السياسة والأدب والاجتماع، (المنشأة العامة للنشر 1984م).
21. بحثًا عن فرعون العربي: دراسات وبحوث في اللغة والتاريخ العربي والليبي – بنظرة جديدة للتراث الحضاري، (الدار العربية لكتاب 1985م).
22. رحلة الكلمات الأولى: مقارنات بين العربية واللغات الأوربية لبيان الصلة الوثيقة بين العربية وهذه اللغات في أسلوب عرض مبسط، (دار اقرأ – مالطا - روما 1986م الطبعة الثانية مركز الحضارة العربية القاهرة 1998م).
23. آلهة مصر العربية (في مجلدين): دراسة موسعة للدين واللغة في مصر القديمة لإثبات عروبتهما، ثلاثة أجزاء في مجلدين (نشر الدار الجماهيرية ليبيا – ودار الآفاق الجديدة المغرب 1990م).
24. سفر العرب الأمازيغ: بحث مفصل في عروبة اللغة الأمازيغية (البربرية) ملحق به:
25. لسان العرب الأمازيغ: معجم عربي – بربري مقارَن. (دار نون 1996م).
26. في المسألة الأمازيغية: سلسلة «الدفاتر القومية» (المجلس القومي للثقافة العربية – الرباط 1996م).
27. هل في القرآن أعجمي؟ نظرة جديدة إلى موضوع قديم، بحث يصحح ما شاع عن وجود مفردات أعجمية في القرآن الكريم، يؤصل هذه المفردات ويبين عروبتها مع مقارنات باللغات العروبية الأخرى (دار الشرق الأوسط، بيروت 1997م).
28. التواصل دون انقطاع: دراسة في تاريخ وتراث الوطن العربي القديم، (الدار الجماهيرية 1998م).
29. الكلام على مائدة الطعام: مقالات فيما يتعلق بأسماء الأطعمة وما يتصل بها أو يدخل في تركيبها من مواد وأدوات (الدار الجماهيرية 1998م).
30. رحلة الكلمات (الثانية): (الدار الجماهيرية 1998م).
31. الفلسفة والسلطة: دراسات وبحوث في الفكر والتاريخ والاجتماع (الدار الجماهيرية 1998م).
32. اللاتينية العربية: دراسات لغوية مقارنة (مركز الحضارة العربية 2001م).
33. هؤلاء الأباطرة وألقابهم العربية: دراسة في تأثيل أسماء أباطرة الرومان وإرجاعها إلى أصولها العروبية، (دار الكتاب الجديد المتحدة 2002م).
34. القبطية العربية: دراسة لغوية مقارنة، (مركز الحضارة العربية، 2003م).
35. هذا ما حدث: سيرة حياة خاصة ممتزجة بالحياة العامة في ليبيا على مدى نصف قرن من الزمان (الكتاب الجديد – بيروت 2004م).
36. الأكدية العربية: دراسة لغوية مقارنة (مركز الحضارة العربية – القاهرة 2005م).

## وفاته
توفي علي فهمي خشيم في مدينة هامبورغ بألمانيا، يوم الخميس 7 رجب 1432هـ الموافق 9 يونيو (حَزِيران) 2011م بعد صراع طويل مع المرض.

## وصلات خارجية
- علي فهمي خشيم على موقع أرشيف الشارخ.
- اللغوي د.خشيم: العربية هي الأقدر